# Карнарії
Карна́рії (лат. Carnaria) — свято на честь Кардеї (також званої Карною), під час якого в жертву їй приносили бобову кашу, а могили рідних прикрашали квітами.